# Latouchia cryptica
Espèce
Synonymes
- Acattyma cryptica Simon, 1897

Latouchia cryptica est une espèce d'araignées mygalomorphes de la famille des Halonoproctidae.

## Distribution
Cette espèce est endémique d'Inde.

## Description
Le mâle holotype mesure 15 mm.

## Publication originale
- Simon, 1897 : Matériaux pour servir à la faune arachnologique de l'Asie méridionale. V. Arachnides recueillis à Dehra-Dun (N. W. Prov.) et dans le Dekkan par M. A. Smythies. Mémoires de la Société zoologique de France, vol. 10, p. 252-262 (texte intégral).